# 藤田しげる
藤田 しげる（ふじた しげる、本名：藤田栄、12月3日 - ）は日本のアニメーター、キャラクターデザイナー。新潟県長岡市出身。スタジオ雲雀、スタジオたくらんけを経た後、現在マッドハウス所属。新潟県長岡市在住。

## 参加作品

### テレビアニメ
- シティーハンター3（1989年-1990年）原画　※藤田栄名義
- YAWARA!（1989年-1992年）作画監督
- カードキャプターさくら（1998年）原画
- MASTERキートン（1998年-1999年）作画監督・原画
- ちょびっツ（2002年）作画監督・レイアウト作監・作画監督補佐・OP原画
- GUNSLINGER GIRL（2003年）原画
- MONSTER（2004年-2005年）キャラクターデザイン・総作画監督
- NANA（2006年-2007年）第1期OP原画
- メイプルストーリー（2007年）原画
- 世紀末オカルト学院（2010年）OP原画
- 青の祓魔師（2011年）第1期2期OP原画
- エウレカセブンAO（2012年）作画監督・原画・デザイン協力
- 猫物語（黒）（2012年）OP原画
- テンカイナイト(2013年)キャラクターデザイン
- ドラえもん（2014年）原画
- 赤髪の白雪姫（2015年）メインアニメーター・総作画監督・作画監督
- SHOW BY ROCK!!#（2016年）作画監督・原画
- 血界戦線 & BEYOND（2017年）作画監督
- ガチアクタ　(2025年)   原画

### 劇場アニメ
- X -エックス-（1996年）原画・作画監督補佐
- パーフェクトブルー（1998年）原画
- 劇場版カードキャプターさくら 封印されたカード（2000年）作画監督協力・原画
- メトロポリス（2001年）作画監督
- 東京ゴッドファーザーズ（2003年）原画
- イノセンス（2005年）原画
- ゲド戦記（2006年）原画
- 時をかける少女（2006年）作画監督補佐・原画
- ピアノの森（2007年）キャラクターデザイン・総作画監督
- サマーウォーズ（2009年）作画監督
- マイマイ新子と千年の魔法（2009年）作画監督
- 豆富小僧（2011年）キャラクターデザイン
- コクリコ坂から（2011年）原画
- トワノクオン（2011年）作画監督・作画監督協力・原画
- チベット犬物語 〜金色のドージェ〜（2012年）キャラクターデザイン・レイアウト作画監督
- おおかみこどもの雨と雪（2012年）原画
- ねらわれた学園（2012年）作画監督
- 心が叫びたがってるんだ。（2015年）作画監督補佐
- 交響詩篇エウレカセブン ハイエボリューション1（2017年）キャラクター作画監督（サマー・オブ・ラブ パート）
- ANEMONE/交響詩篇エウレカセブン ハイエボリューション （2018年）サブキャラクターデザイン・キャラクター総作画監督